# De regreso (El país dormido)
De regreso (El país dormido) es una película coproducción de Cuba y de Argentina filmada en colores dirigida por Gustavo Postiglione sobre su propio guion escrito en colaboración con Héctor Molina que se estrenó el 3 de octubre de 1991 y que tuvo como actores principales a Héctor Molina, Miguel Franchi,  Lía Gianelloni y Norman Briski.
La película, producida en 1989, fue filmada en Máximo Paz, una localidad de la provincia de Santa Fe próxima a la ciudad de Rosario y editada en la Escuela Internacional de Cine y Televisión de San Antonio de los Baños, Cuba.

## Sinopsis
El recorrido de un hombre por la historia de su país y su encuentro con personas reales e irreales.

## Reparto
- Héctor Molina
- Miguel Franchi
- Lía Gianelloni
- Sebastián Petracca
- Carlos Benítez
- Teresa Barceló
- Norman Briski
- Daniel Vitantonio

## Comentarios
Página 12 escribió:

«Realizado casi artesanalmente y más próximo a un esquema que a un trabajo definitivo…el film sin embargose destaca por la claridad de su mensaje: como vivimos dentro de una campana de cristal o cómo llegamos tarde a todas partes…cuando abrimos los ojos, nos dimos cuenta de que no habíamos perdido el tiempo, nos lo habían robado.»

Juan C. Fontana en La Prensa escribió:

«Pone de manifiesto más entusiasmo que conocimientos de los rudimentarios necesarios y fundamentales que el cine exige.»

El Cronista Comercial dijo:

«Regreso modesto y emotivo…especie de túnel del tiempo a cielo descubierto.»